# Maria Pérez i Peix
Maria Pérez i Peix (Barcelona, 31 d'agost de 1879 – Vilanova i la Geltrú, 5 de desembre de 1972), coneguda també com a Telur o Haydé de Telur, va ser una escultora catalana activa durant la primera meitat del segle xx, que va treballar la figura femenina i el retrat psicològic de persones del seu entorn.

## Biografia
Filla d'una família de l'alta burgesia catalana, els seus pares eren Teresa Peix i Calleja natural de Barcelona i Benigne Àlvar Pérez i González comerciant nascut a Valladolid. Maria Pérez Peix va rebre la formació que rebien totes les dones de classe alta de l'època, centrant-se sobretot en la música. Tot i això, va ser una dona culta allunyada dels estàndards del seu temps, tant pel que fa a la seva manera de vestir com d'entendre la vida. A més d'escultora, era esportista, vestia amb pantalons i colors clars i es tenyia els cabells de ros.
El setembre de 1906 es va casar amb Eugeni d'Ors a Barcelona, amb l'oposició de la seva família, que no volia que es casés amb un escriptor. El matrimoni, que era la parella intel·lectual de moda del moment, va viatjar aquell mateix any a París, on Maria Pérez va conèixer Auguste Rodin. L'any 1910 es van instal·lar a la capital francesa i va poder consolidar la seva amistat amb l'escultor francès.
Malgrat que en un primer moment havia rebut formació musical, va ser el seu marit qui la va animar a dedicar-se a l'escultura perquè, segons diuen, la música no el deixava concentrar-se. Deixebla de Josep Clarà, els primers anys va fer sobretot bustos de la seva família, dels seus fills, germans i amistats. Signava les seves obres amb el pseudònim Haydée de Telur o Telur per amagar la seva identitat, ja que no estava ben vist que una dona de l'alta burgesia signés amb el seu nom.
Entre 1910 i 1930 la família va viure a cavall entre Barcelona, Madrid i París, ciutats on l'escultora va poder conèixer de primera mà els museus més importants i analitzar-ne les escultures, i establir amistat amb altres artistes com Miguel Utrillo.
L'any 1929 va esculpir una de les seves obres més conegudes, el cap de La ben plantada, ideal clàssic mediterrani que representa la dona catalana jove, sana i forta que el seu marit havia inventat, que ja desvelava la influència de l'escultura grega.
El 1931 es va separar d'Eugeni d'Ors i a partir d'aquest moment va viure de les rendes familiars, fet que li va permetre dedicar-se a l'escultura, de nou a la música i als seus tres fills, Àlvar, Joan Pau i Víctor. Durant aquests anys va fer la sèrie d'escultures De la moda (1935), composta per vuit petites figures de terracota policromada de les quals en va fer una tirada en bronze, que actualment estan en col·leccions privades. Eren figures de cos sencer properes a les tanagres gregues, allunyades del classicisme i més estilitzades, especialment, del model femení promogut pel Noucentisme. De la sèrie se n’ha destacat L’argentina (1932), per la simplificació de les formes del vestit de la bailaora, per la textura que va treballar sobre la superfície i per l'atenció que va posar al moviment.
Als anys trenta va exposar repetidament a les Galeries Laietanes de Barcelona. L'any 1933 hi va presentar una vintena d'obres, d'entre les que destacava la titulada L’argentina, i el desembre 1934 hi va inaugurar una exposició en paral·lel als pintors Juli Borrell, Ricard Palmada i Josep Guard, l'escultor canari-venezolà Juan Jaén Díaz i els artistes Maria Pilar Fatjó i J. Gironella. L'any següent tornava a mostrar la seva obra a la sala barcelonina, així com també al Lyceum Club de Madrid, lloc de trobada de les intel·lectuals del moment.
Entre 1941 i 1950 va fer sobretot maternitats i figures en grup de formes volumètriques i embolcallants, que representaven moments íntims com l'abraçada entre una mare i el seu fill. D’entre elles se n’ha destacat la primera d'elles, Maternitat I (1941).
Maria Pérez Peix va morir a Vilanova i la Geltrú el 5 de desembre de 1972.